# Корешков, Валерий Николаевич
Валерий Николаевич Корешков (бел. Валерый Мікалаевіч Карашкоў; род. 3 января 1953 года, г. Ивье, Гродненская область) — белорусский государственный деятель. Член Коллегии (Министр) по вопросам технического регулирования Евразийской экономической комиссии с 2012 года по 2018 год. В 1992—2006 гг — председатель Комитета по стандартизации, метрологии и сертификации при Совете Министров Белоруссии.
В 2006—2011 гг — председатель Государственного комитета по стандартизации Белоруссии.

## Биография

### Образование
В 1975 году окончил Минское высшее инженерное зенитное ракетное училище ПВО.
В 1991 году прошел обучение по программе подготовки экспертов систем качества (Великобритания). В 1996 году прошел обучение в рамках совместной (Германия, Австрия и Швейцария) программы «АМОС» по вопросам аккредитации испытательных лабораторий, органов по сертификации и по системам качества. Эксперт-аудитор Европейской организации по качеству и эксперт-аудитор Немецкого общества по качеству.

### Карьера
Работал в ЦКБ «Стандарт», ЦКБ «Спектр». Занимл должности заместителя генерального директора НПО «Спектр» и директора НПП «Радиоинформстандарт».
С 1992 года — председатель Комитета по стандартизации, метрологии и сертификации при Совете Министров Белоруссии.
С 5 мая 2006 года по 13 декабря 2011 года — председатель Государственного комитета по стандартизации Белоруссии.

### Работа в международных организациях по стандартизации
С 1997 года — заместитель Председателя Рабочей группы по стандартизации Европейской экономической комиссии ООН.
С 2008 года — офицер по региональным связям со странами Центральной и Восточной Европы Международной организации по стандартизации.
Член Межгосударственного совета по стандартизации, метрологии и сертификации стран СНГ, и в течение 10 лет был Председателем этого совета.

## Награды
- Благодарность Президента Белоруссии
- Почётная грамота Совета Министров Белоруссии.
- Грамота Содружества Независимых Государств (10 октября 2008 года) — за активную работу по укреплению и развитию Содружества Независимых Государств[1]
- Грамота Исполнительного комитета СНГ (2002 год) — за значительный личный вклад и высокие достижения в работе
- Почётный знак Межгосударственного совета СНГ по стандартизации, метрологии и сертификации «За заслуги»[2].
- Медаль «За вклад в создание Евразийского экономического союза» 1 степени (8 мая 2015 года, Высший совет Евразийского экономического союза)[3].